# Chmilna (obwód kijowski)
Chmilna (ukr. Хмільна) – wieś na Ukrainie, w obwodzie kijowskim, w rejonie buczańskim. W 2001 liczyła 134 mieszkańców.